# NBA All-Defensive Team

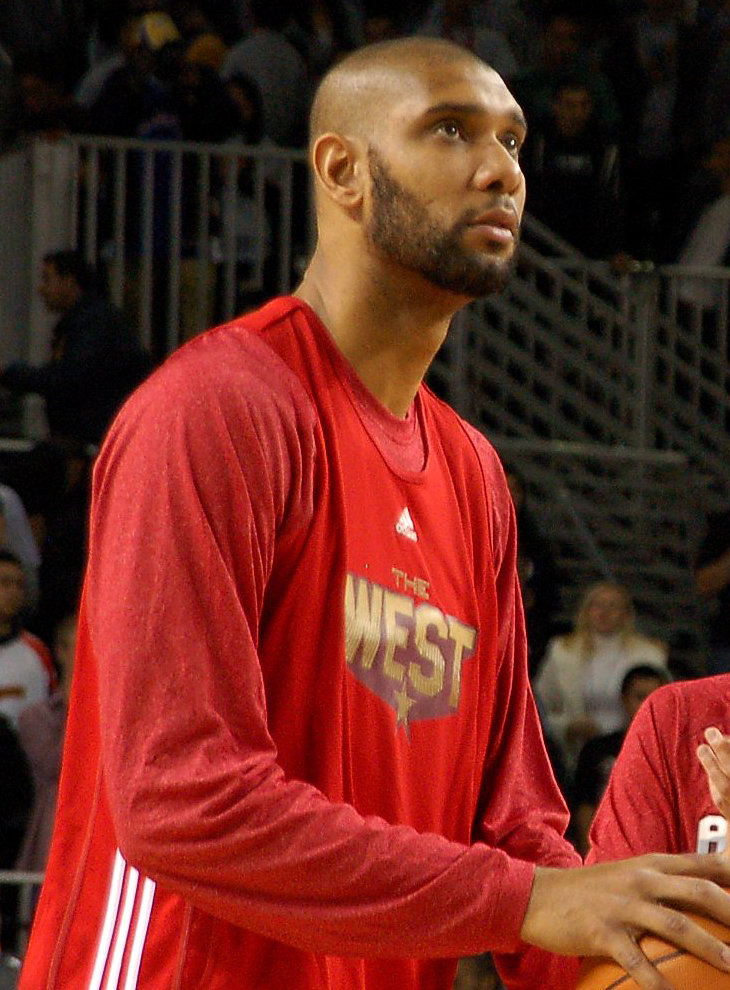
Tim Duncan é o líder em aparições no All-Defensive Team com 15.

O NBA All-Defensive Team é uma honraria concedida pela National Basketball Association (NBA) desde a temporada da NBA de 1968-69 para os melhores jogadores defensivos da temporada regular. A votação é conduzida pelos técnicos atuais da NBA; sendo que não podem votar no jogador de seu clube.

## Vencedores
| *                    | Denota um jogador que consta no Basketball Hall of Fame                       |
| ^                    | Denota um jogador ativo                                                       |
| Jogador (X)          | Denota o número de vezes que o jogador foi selecionado                        |
| Jogador (em negrito) | Indica o jogador que venceu o Prêmio Jogador Defensivo do Ano no mesmo ano[a] |

| Temporada | Primeiro time                | Primeiro time          | Segundo time                      | Segundo time           |
| Temporada | Jogadores                    | Times                  | Jogadores                         | Times                  |
| --------- | ---------------------------- | ---------------------- | --------------------------------- | ---------------------- |
| 1968-69   | Dave DeBusschere*            | New York Knicks        | Rudy LaRusso                      | San Francisco Warriors |
| 1968-69   | Nate Thurmond*               | San Francisco Warriors | Tom Sanders                       | Boston Celtics         |
| 1968-69   | Bill Russell*                | Boston Celtics         | John Havlicek*                    | Boston Celtics         |
| 1968-69   | Walt Frazier*                | New York Knicks        | Jerry West*                       | Los Angeles Lakers     |
| 1968-69   | Jerry Sloan                  | Chicago Bulls          | Bill Bridges                      | Atlanta Hawks          |
| 1969-70   | Dave DeBusschere* (2)        | New York Knicks        | John Havlicek* (2)                | Boston Celtics         |
| 1969-70   | Gus Johnson                  | Baltimore Bullets      | Bill Bridges (2)                  | Atlanta Hawks          |
| 1969-70   | Willis Reed*                 | New York Knicks        | Lew Alcindor* [b]                 | Milwaukee Bucks        |
| 1969-70   | Walt Frazier* (2)            | New York Knicks        | Joe Caldwell                      | Atlanta Hawks          |
| 1969-70   | Jerry West* (2)              | Los Angeles Lakers     | Jerry Sloan (2)                   | Chicago Bulls          |
| 1970-71   | Dave DeBusschere* (3)        | New York Knicks        | John Havlicek* (3)                | Boston Celtics         |
| 1970-71   | Gus Johnson (2)              | Baltimore Bullets      | Paul Silas                        | Phoenix Suns           |
| 1970-71   | Nate Thurmond* (2)           | San Francisco Warriors | Lew Alcindor*[b] (2)              | Milwaukee Bucks        |
| 1970-71   | Walt Frazier* (3)            | New York Knicks        | Jerry Sloan (3)                   | Chicago Bulls          |
| 1970-71   | Jerry West* (3)              | Los Angeles Lakers     | Norm Van Lier                     | Cincinnati Royals      |
| 1971-72   | Dave DeBusschere* (4)        | New York Knicks        | Paul Silas (2)                    | Phoenix Suns           |
| 1971-72   | John Havlicek* (4)           | Boston Celtics         | Bob Love                          | Chicago Bulls          |
| 1971-72   | Wilt Chamberlain*            | Los Angeles Lakers     | Nate Thurmond* (3)                | Golden State Warriors  |
| 1971-72   | Jerry West* (4)              | Los Angeles Lakers     | Norm Van Lier (2)                 | Chicago Bulls          |
| 1971-72   | Walt Frazier* (4) (tie)      | New York Knicks        | Don Chaney                        | Boston Celtics         |
| 1971-72   | Jerry Sloan (4) (tie)        | Chicago Bulls          | Don Chaney                        | Boston Celtics         |
| 1972-73   | Dave DeBusschere* (5)        | New York Knicks        | Paul Silas (3)                    | Phoenix Suns           |
| 1972-73   | John Havlicek* (5)           | Boston Celtics         | Mike Riordan                      | Baltimore Bullets      |
| 1972-73   | Wilt Chamberlain* (2)        | Los Angeles Lakers     | Nate Thurmond* (4)                | Golden State Warriors  |
| 1972-73   | Jerry West* (5)              | Los Angeles Lakers     | Norm Van Lier (3)                 | Chicago Bulls          |
| 1972-73   | Walt Frazier* (5)            | New York Knicks        | Don Chaney (2)                    | Boston Celtics         |
| 1973-74   | Dave DeBusschere* (6)        | New York Knicks        | Elvin Hayes*                      | Capital Bullets        |
| 1973-74   | John Havlicek* (6)           | Boston Celtics         | Bob Love (2)                      | Chicago Bulls          |
| 1973-74   | Kareem Abdul-Jabbar*[b] (3)  | Milwaukee Bucks        | Nate Thurmond* (5)                | Golden State Warriors  |
| 1973-74   | Norm Van Lier (4)            | Chicago Bulls          | Don Chaney (3)                    | Boston Celtics         |
| 1973-74   | Walt Frazier* (6) (tie)      | New York Knicks        | Dick Van Arsdale (tie)            | Phoenix Suns           |
| 1973-74   | Jerry Sloan (4) (tie)        | Chicago Bulls          | Jim Price (tie)                   | Los Angeles Lakers     |
| 1974-75   | John Havlicek* (7)           | Boston Celtics         | Elvin Hayes* (2)                  | Washington Bullets     |
| 1974-75   | Paul Silas (4)               | Boston Celtics         | Bob Love (3)                      | Chicago Bulls          |
| 1974-75   | Kareem Abdul-Jabbar*[b] (4)  | Milwaukee Bucks        | Dave Cowens*                      | Boston Celtics         |
| 1974-75   | Jerry Sloan (5)              | Chicago Bulls          | Norm Van Lier (5)                 | Chicago Bulls          |
| 1974-75   | Walt Frazier* (7)            | New York Knicks        | Don Chaney (4)                    | Boston Celtics         |
| 1975-76   | Paul Silas (5)               | Boston Celtics         | Jim Brewer                        | Cleveland Cavaliers    |
| 1975-76   | John Havlicek* (8)           | Boston Celtics         | Jamaal Wilkes                     | Golden State Warriors  |
| 1975-76   | Dave Cowens* (2)             | Boston Celtics         | Kareem Abdul-Jabbar*[b] (5)       | Los Angeles Lakers     |
| 1975-76   | Norm Van Lier (6)            | Chicago Bulls          | Jim Cleamons                      | Cleveland Cavaliers    |
| 1975-76   | Don Watts                    | Seattle SuperSonics    | Phil Smith                        | Golden State Warriors  |
| 1976-77   | Bobby Jones                  | Denver Nuggets         | Jim Brewer (2)                    | Cleveland Cavaliers    |
| 1976-77   | E.C. Coleman                 | New Orleans Jazz       | Jamaal Wilkes (2)                 | Golden State Warriors  |
| 1976-77   | Bill Walton*                 | Portland Trail Blazers | Kareem Abdul-Jabbar*[b] (6)       | Los Angeles Lakers     |
| 1976-77   | Don Buse                     | Indiana Pacers         | Brian Taylor                      | Kansas City Kings      |
| 1976-77   | Norm Van Lier (7)            | Chicago Bulls          | Don Chaney (5)                    | Los Angeles Lakers     |
| 1977-78   | Bobby Jones (2)              | Denver Nuggets         | E.C. Coleman (2)                  | Golden State Warriors  |
| 1977-78   | Maurice Lucas                | Portland Trail Blazers | Bob Gross                         | Portland Trail Blazers |
| 1977-78   | Bill Walton* (2)             | Portland Trail Blazers | Kareem Abdul-Jabbar*[b] (7) (tie) | Los Angeles Lakers     |
| 1977-78   | Bill Walton* (2)             | Portland Trail Blazers | Artis Gilmore (tie)               | Chicago Bulls          |
| 1977-78   | Lionel Hollins               | Portland Trail Blazers | Norm Van Lier (8)                 | Chicago Bulls          |
| 1977-78   | Don Buse (2)                 | Phoenix Suns           | Quinn Buckner                     | Milwaukee Bucks        |
| 1978-79   | Bobby Jones (3)              | Philadelphia 76ers     | Maurice Lucas (2)                 | Portland Trail Blazers |
| 1978-79   | Bob Dandridge                | Washington Bullets     | M. L. Carr                        | Detroit Pistons        |
| 1978-79   | Kareem Abdul-Jabbar*[b] (8)  | Los Angeles Lakers     | Moses Malone*                     | Houston Rockets        |
| 1978-79   | Dennis Johnson               | Seattle SuperSonics    | Lionel Hollins (2)                | Portland Trail Blazers |
| 1978-79   | Don Buse (3)                 | Phoenix Suns           | Eddie Johnson                     | Atlanta Hawks          |
| 1979-80   | Bobby Jones (4)              | Philadelphia 76ers     | Scott Wedman                      | Kansas City Kings      |
| 1979-80   | Dan Roundfield               | Atlanta Hawks          | Kermit Washington                 | Portland Trail Blazers |
| 1979-80   | Kareem Abdul-Jabbar*[b] (9)  | Los Angeles Lakers     | Dave Cowens* (3)                  | Boston Celtics         |
| 1979-80   | Dennis Johnson (2)           | Seattle SuperSonics    | Quinn Buckner (2)                 | Milwaukee Bucks        |
| 1979-80   | Don Buse (4) (tie)           | Phoenix Suns           | Eddie Johnson (2)                 | Atlanta Hawks          |
| 1979-80   | Micheal Ray Richardson (tie) | New York Knicks        | Eddie Johnson (2)                 | Atlanta Hawks          |
| 1980-81   | Bobby Jones (5)              | Philadelphia 76ers     | Dan Roundfield (2)                | Atlanta Hawks          |
| 1980-81   | Caldwell Jones               | Philadelphia 76ers     | Kermit Washington (2)             | Portland Trail Blazers |
| 1980-81   | Kareem Abdul-Jabbar*[b] (10) | Los Angeles Lakers     | George Johnson                    | San Antonio Spurs      |
| 1980-81   | Dennis Johnson (3)           | Phoenix Suns           | Quinn Buckner (3)                 | Milwaukee Bucks        |
| 1980-81   | Micheal Ray Richardson (2)   | New York Knicks        | Dudley Bradley (tie)              | Indiana Pacers         |
| 1980-81   | Micheal Ray Richardson (2)   | New York Knicks        | Michael Cooper (tie)              | Los Angeles Lakers     |
| 1981-82   | Bobby Jones (6)              | Philadelphia 76ers     | Larry Bird*                       | Boston Celtics         |
| 1981-82   | Dan Roundfield (3)           | Atlanta Hawks          | Lonnie Shelton                    | Seattle SuperSonics    |
| 1981-82   | Caldwell Jones (2)           | Philadelphia 76ers     | Jack Sikma                        | Seattle SuperSonics    |
| 1981-82   | Michael Cooper (2)           | Los Angeles Lakers     | Quinn Buckner (4)                 | Milwaukee Bucks        |
| 1981-82   | Dennis Johnson (4)           | Phoenix Suns           | Sidney Moncrief                   | Milwaukee Bucks        |
| 1982-83   | Bobby Jones (7)              | Philadelphia 76ers     | Larry Bird* (2)                   | Boston Celtics         |
| 1982-83   | Dan Roundfield (4)           | Atlanta Hawks          | Kevin McHale*                     | Boston Celtics         |
| 1982-83   | Moses Malone* (2)            | Philadelphia 76ers     | Wayne Rollins                     | Atlanta Hawks          |
| 1982-83   | Sidney Moncrief (2)          | Milwaukee Bucks        | Michael Cooper (3)                | Los Angeles Lakers     |
| 1982-83   | Dennis Johnson (5) (tie)     | Phoenix Suns           | T. R. Dunn                        | Denver Nuggets         |
| 1982-83   | Maurice Cheeks (tie)         | Philadelphia 76ers     | T. R. Dunn                        | Denver Nuggets         |
| 1983-84   | Bobby Jones (8)              | Philadelphia 76ers     | Larry Bird* (3)                   | Boston Celtics         |
| 1983-84   | Michael Cooper (4)           | Los Angeles Lakers     | Dan Roundfield (5)                | Atlanta Hawks          |
| 1983-84   | Wayne Rollins (2)            | Atlanta Hawks          | Kareem Abdul-Jabbar*[b] (11)      | Los Angeles Lakers     |
| 1983-84   | Maurice Cheeks (2)           | Philadelphia 76ers     | Dennis Johnson (6)                | Boston Celtics         |
| 1983-84   | Sidney Moncrief (3)          | Milwaukee Bucks        | T. R. Dunn (2)                    | Denver Nuggets         |
| 1984-85   | Sidney Moncrief (4)          | Milwaukee Bucks        | Bobby Jones (9)                   | Philadelphia 76ers     |
| 1984-85   | Paul Pressey                 | Milwaukee Bucks        | Danny Vranes                      | Seattle SuperSonics    |
| 1984-85   | Mark Eaton                   | Utah Jazz              | Akeem Olajuwon*[c]                | Houston Rockets        |
| 1984-85   | Michael Cooper (5)           | Los Angeles Lakers     | Dennis Johnson (7)                | Boston Celtics         |
| 1984-85   | Maurice Cheeks (3)           | Philadelphia 76ers     | T. R. Dunn (3)                    | Denver Nuggets         |
| 1985-86   | Paul Pressey (2)             | Milwaukee Bucks        | Michael Cooper (6)                | Los Angeles Lakers     |
| 1985-86   | Kevin McHale* (2)            | Boston Celtics         | Bill Hanzlik                      | Denver Nuggets         |
| 1985-86   | Mark Eaton (2)               | Utah Jazz              | Manute Bol                        | Washington Bullets     |
| 1985-86   | Sidney Moncrief (5)          | Milwaukee Bucks        | Alvin Robertson                   | San Antonio Spurs      |
| 1985-86   | Maurice Cheeks (4)           | Philadelphia 76ers     | Dennis Johnson (8)                | Boston Celtics         |
| 1986-87   | Kevin McHale* (3)            | Boston Celtics         | Paul Pressey (3)                  | Milwaukee Bucks        |
| 1986-87   | Michael Cooper (7)           | Los Angeles Lakers     | Rodney McCray                     | Houston Rockets        |
| 1986-87   | Hakeem Olajuwon* (2)[c]      | Houston Rockets        | Mark Eaton (3)                    | Utah Jazz              |
| 1986-87   | Alvin Robertson (2)          | San Antonio Spurs      | Maurice Cheeks (5)                | Philadelphia 76ers     |
| 1986-87   | Dennis Johnson (9)           | Boston Celtics         | Derek Harper                      | Dallas Mavericks       |
| 1987-88   | Kevin McHale* (4)            | Boston Celtics         | Buck Williams                     | New Jersey Nets        |
| 1987-88   | Rodney McCray (2)            | Houston Rockets        | Karl Malone                       | Utah Jazz              |
| 1987-88   | Hakeem Olajuwon* (3)[c]      | Houston Rockets        | Mark Eaton (4) (tie)              | Utah Jazz              |
| 1987-88   | Hakeem Olajuwon* (3)[c]      | Houston Rockets        | Patrick Ewing* (tie)              | New York Knicks        |
| 1987-88   | Michael Cooper (8)           | Los Angeles Lakers     | Alvin Robertson (3)               | San Antonio Spurs      |
| 1987-88   | Michael Jordan*              | Chicago Bulls          | Lafayette Lever                   | Denver Nuggets         |
| 1988-89   | Dennis Rodman                | Detroit Pistons        | Kevin McHale* (5)                 | Boston Celtics         |
| 1988-89   | Larry Nance                  | Cleveland Cavaliers    | A. C. Green                       | Los Angeles Lakers     |
| 1988-89   | Mark Eaton (5)               | Utah Jazz              | Patrick Ewing* (2)                | New York Knicks        |
| 1988-89   | Michael Jordan* (2)          | Chicago Bulls          | John Stockton*                    | Utah Jazz              |
| 1988-89   | Joe Dumars*                  | Detroit Pistons        | Alvin Robertson (4)               | San Antonio Spurs      |
| 1989-90   | Dennis Rodman (2)            | Detroit Pistons        | Kevin McHale* (6)                 | Boston Celtics         |
| 1989-90   | Buck Williams (2)            | Portland Trail Blazers | Rick Mahorn                       | Philadelphia 76ers     |
| 1989-90   | Hakeem Olajuwon* (4)[c]      | Houston Rockets        | David Robinson*                   | San Antonio Spurs      |
| 1989-90   | Michael Jordan* (3)          | Chicago Bulls          | Derek Harper (2)                  | Dallas Mavericks       |
| 1989-90   | Joe Dumars* (2)              | Detroit Pistons        | Alvin Robertson (5)               | Milwaukee Bucks        |
| 1990-91   | Michael Jordan* (4)          | Chicago Bulls          | Joe Dumars* (3)                   | Detroit Pistons        |
| 1990-91   | Alvin Robertson (6)          | Milwaukee Bucks        | John Stockton* (2)                | Utah Jazz              |
| 1990-91   | David Robinson* (2)          | San Antonio Spurs      | Hakeem Olajuwon* (5)[c]           | Houston Rockets        |
| 1990-91   | Dennis Rodman (3)            | Detroit Pistons        | Scottie Pippen                    | Chicago Bulls          |
| 1990-91   | Buck Williams (3)            | Portland Trail Blazers | Dan Majerle                       | Phoenix Suns           |
| 1991-92   | Dennis Rodman (4)            | Detroit Pistons        | Larry Nance (2)                   | Cleveland Cavaliers    |
| 1991-92   | Scottie Pippen (2)           | Chicago Bulls          | Buck Williams (4)                 | Portland Trail Blazers |
| 1991-92   | David Robinson* (3)          | San Antonio Spurs      | Patrick Ewing* (3)                | New York Knicks        |
| 1991-92   | Michael Jordan* (5)          | Chicago Bulls          | John Stockton* (3)                | Utah Jazz              |
| 1991-92   | Joe Dumars* (4)              | Detroit Pistons        | Micheal Williams                  | Indiana Pacers         |
| 1992-93   | Scottie Pippen (3)           | Chicago Bulls          | Horace Grant                      | Chicago Bulls          |
| 1992-93   | Dennis Rodman (5)            | Detroit Pistons        | Larry Nance (3)                   | Cleveland Cavaliers    |
| 1992-93   | Hakeem Olajuwon* (6)[c]      | Houston Rockets        | David Robinson* (4)               | San Antonio Spurs      |
| 1992-93   | Michael Jordan* (6)          | Chicago Bulls          | Dan Majerle (2)                   | Phoenix Suns           |
| 1992-93   | Joe Dumars* (5)              | Detroit Pistons        | John Starks                       | New York Knicks        |
| 1993-94   | Scottie Pippen (4)           | Chicago Bulls          | Dennis Rodman (6)                 | Detroit Pistons        |
| 1993-94   | Charles Oakley               | New York Knicks        | Horace Grant (2)                  | Chicago Bulls          |
| 1993-94   | Hakeem Olajuwon* (7)[c]      | Houston Rockets        | David Robinson* (5)               | San Antonio Spurs      |
| 1993-94   | Gary Payton                  | Seattle SuperSonics    | Nate McMillan                     | Seattle SuperSonics    |
| 1993-94   | Mookie Blaylock              | Atlanta Hawks          | Latrell Sprewell                  | Golden State Warriors  |
| 1994-95   | Scottie Pippen (5)           | Chicago Bulls          | Horace Grant (3)                  | Orlando Magic          |
| 1994-95   | Dennis Rodman (7)            | San Antonio Spurs      | Derrick McKey                     | Indiana Pacers         |
| 1994-95   | David Robinson* (6)          | San Antonio Spurs      | Dikembe Mutombo*                  | Denver Nuggets         |
| 1994-95   | Gary Payton (2)              | Seattle SuperSonics    | John Stockton* (4)                | Utah Jazz              |
| 1994-95   | Mookie Blaylock (2)          | Atlanta Hawks          | Nate McMillan (2)                 | Seattle SuperSonics    |
| 1995-96   | Scottie Pippen (6)           | Chicago Bulls          | Horace Grant (4)                  | Orlando Magic          |
| 1995-96   | Dennis Rodman (8)            | Chicago Bulls          | Derrick McKey (2)                 | Indiana Pacers         |
| 1995-96   | David Robinson* (7)          | San Antonio Spurs      | Hakeem Olajuwon* (8)[c]           | Houston Rockets        |
| 1995-96   | Gary Payton (3)              | Seattle SuperSonics    | Mookie Blaylock (3)               | Atlanta Hawks          |
| 1995-96   | Michael Jordan* (7)          | Chicago Bulls          | Bobby Phills                      | Cleveland Cavaliers    |
| 1996-97   | Scottie Pippen (7)           | Chicago Bulls          | Anthony Mason                     | Charlotte Hornets      |
| 1996-97   | Karl Malone (2)              | Utah Jazz              | P. J. Brown                       | Miami Heat             |
| 1996-97   | Dikembe Mutombo* (2)         | Atlanta Hawks          | Hakeem Olajuwon* (9)[c]           | Houston Rockets        |
| 1996-97   | Michael Jordan* (8)          | Chicago Bulls          | Mookie Blaylock (4)               | Atlanta Hawks          |
| 1996-97   | Gary Payton (4)              | Seattle SuperSonics    | John Stockton* (5)                | Utah Jazz              |
| 1997-98   | Scottie Pippen (8)           | Chicago Bulls          | Tim Duncan                        | San Antonio Spurs      |
| 1997-98   | Karl Malone (3)              | Utah Jazz              | Charles Oakley (2)                | New York Knicks        |
| 1997-98   | Dikembe Mutombo* (3)         | Atlanta Hawks          | David Robinson* (8)               | San Antonio Spurs      |
| 1997-98   | Gary Payton (5)              | Seattle SuperSonics    | Mookie Blaylock (5)               | Atlanta Hawks          |
| 1997-98   | Michael Jordan* (9)          | Chicago Bulls          | Eddie Jones^                      | Los Angeles Lakers     |
| 1998-99   | Tim Duncan (2)               | San Antonio Spurs      | P. J. Brown (2)                   | Miami Heat             |
| 1998-99   | Jason Kidd                   | Phoenix Suns           | Theo Ratliff^                     | Philadelphia 76ers     |
| 1998-99   | Alonzo Mourning              | Miami Heat             | Dikembe Mutombo* (4)              | Atlanta Hawks          |
| 1998-99   | Gary Payton (6)              | Seattle SuperSonics    | Mookie Blaylock (6)               | Atlanta Hawks          |
| 1998-99   | Karl Malone (4) (tie)        | Utah Jazz              | Eddie Jones^ (2)                  | Charlotte Hornets      |
| 1998-99   | Scottie Pippen (9) (tie)     | Houston Rockets        | Eddie Jones^ (2)                  | Charlotte Hornets      |
| 1999-00   | Tim Duncan (3)               | San Antonio Spurs      | Scottie Pippen (10)               | Portland Trail Blazers |
| 1999-00   | Kevin Garnett                | Minnesota Timberwolves | Clifford Robinson                 | Phoenix Suns           |
| 1999-00   | Alonzo Mourning (2)          | Miami Heat             | Shaquille O'Neal*                 | Los Angeles Lakers     |
| 1999-00   | Gary Payton (7)              | Seattle SuperSonics    | Eddie Jones (3)                   | Charlotte Hornets      |
| 1999-00   | Kobe Bryant                  | Los Angeles Lakers     | Jason Kidd (2)                    | Phoenix Suns           |
| 2000-01   | Tim Duncan (4)               | San Antonio Spurs      | Bruce Bowen                       | Miami Heat             |
| 2000-01   | Kevin Garnett (2)            | Minnesota Timberwolves | P. J. Brown (3)                   | Charlotte Hornets      |
| 2000-01   | Dikembe Mutombo* (5)         | Philadelphia 76ers     | Shaquille O'Neal* (2)             | Los Angeles Lakers     |
| 2000-01   | Gary Payton (8)              | Seattle SuperSonics    | Kobe Bryant (2)                   | Los Angeles Lakers     |
| 2000-01   | Jason Kidd (3)               | Phoenix Suns           | Doug Christie                     | Sacramento Kings       |
| 2001-02   | Tim Duncan (5)               | San Antonio Spurs      | Bruce Bowen (2)                   | San Antonio Spurs      |
| 2001-02   | Kevin Garnett (3)            | Minnesota Timberwolves | Clifford Robinson (2)             | Detroit Pistons        |
| 2001-02   | Ben Wallace^                 | Detroit Pistons        | Dikembe Mutombo* (6)              | Philadelphia 76ers     |
| 2001-02   | Gary Payton (9)              | Seattle SuperSonics    | Kobe Bryant (3)                   | Los Angeles Lakers     |
| 2001-02   | Jason Kidd (4)               | New Jersey Nets        | Doug Christie (2)                 | Sacramento Kings       |
| 2002-03   | Tim Duncan (6)               | San Antonio Spurs      | Ron Artest^                       | Indiana Pacers         |
| 2002-03   | Kevin Garnett (4)            | Minnesota Timberwolves | Bruce Bowen (3)                   | San Antonio Spurs      |
| 2002-03   | Ben Wallace^ (2)             | Detroit Pistons        | Shaquille O'Neal* (3)             | Los Angeles Lakers     |
| 2002-03   | Doug Christie (3)            | Sacramento Kings       | Jason Kidd (5)                    | New Jersey Nets        |
| 2002-03   | Kobe Bryant (4)              | Los Angeles Lakers     | Eric Snow                         | Philadelphia 76ers     |
| 2003-04   | Ron Artest^ (2)              | Indiana Pacers         | Andrei Kirilenko                  | Utah Jazz              |
| 2003-04   | Kevin Garnett (5)            | Minnesota Timberwolves | Tim Duncan (7)                    | San Antonio Spurs      |
| 2003-04   | Ben Wallace^ (3)             | Detroit Pistons        | Theo Ratliff (2)                  | Portland Trail Blazers |
| 2003-04   | Bruce Bowen (4)              | San Antonio Spurs      | Doug Christie (4)                 | Sacramento Kings       |
| 2003-04   | Kobe Bryant (5)              | Los Angeles Lakers     | Jason Kidd (6)                    | New Jersey Nets        |
| 2004-05   | Ben Wallace^ (4)             | Detroit Pistons        | Tayshaun Prince                   | Detroit Pistons        |
| 2004-05   | Kevin Garnett (6)            | Minnesota Timberwolves | Marcus Camby                      | Denver Nuggets         |
| 2004-05   | Bruce Bowen (5)              | San Antonio Spurs      | Chauncey Billups                  | Detroit Pistons        |
| 2004-05   | Tim Duncan (8)               | San Antonio Spurs      | Andrei Kirilenko (2)              | Utah Jazz              |
| 2004-05   | Larry Hughes                 | Washington Wizards     | Jason Kidd (7) (tie)              | New Jersey Nets        |
| 2004-05   | Larry Hughes                 | Washington Wizards     | Dwyane Wade (tie)                 | Miami Heat             |
| 2005-06   | Bruce Bowen (6)              | San Antonio Spurs      | Tim Duncan (9)                    | San Antonio Spurs      |
| 2005-06   | Ben Wallace (5)              | Detroit Pistons        | Chauncey Billups (2)              | Detroit Pistons        |
| 2005-06   | Andrei Kirilenko (3)         | Utah Jazz              | Kevin Garnett (7)                 | Minnesota Timberwolves |
| 2005-06   | Ron Artest (3)               | Indiana Pacers         | Marcus Camby (2)                  | Denver Nuggets         |
| 2005-06   | Kobe Bryant (6) (tie)        | Los Angeles Lakers     | Tayshaun Prince (2)               | Detroit Pistons        |
| 2005-06   | Jason Kidd (7) (tie)         | New Jersey Nets        |                                   | Detroit Pistons        |
| 2006-07   | Bruce Bowen (7)              | San Antonio Spurs      | Ben Wallace^ (6)                  | Chicago Bulls          |
| 2006-07   | Tim Duncan (10)              | San Antonio Spurs      | Kirk Hinrich                      | Chicago Bulls          |
| 2006-07   | Marcus Camby (3)             | Denver Nuggets         | Jason Kidd (8)                    | New Jersey Nets        |
| 2006-07   | Kobe Bryant (7)              | Los Angeles Lakers     | Tayshaun Prince (3)               | Detroit Pistons        |
| 2006-07   | Raja Bell                    | Phoenix Suns           | Kevin Garnett (8)                 | Minnesota Timberwolves |
| 2007-08   | Kevin Garnett (9)            | Boston Celtics         | Shane Battier                     | Houston Rockets        |
| 2007-08   | Kobe Bryant (8)              | Los Angeles Lakers     | Chris Paul^                       | New Orleans Hornets    |
| 2007-08   | Marcus Camby^ (4)            | Denver Nuggets         | Dwight Howard^                    | Orlando Magic          |
| 2007-08   | Bruce Bowen (8)              | San Antonio Spurs      | Tayshaun Prince (4)               | Detroit Pistons        |
| 2007-08   | Tim Duncan^ (11)             | San Antonio Spurs      | Raja Bell (2)                     | Phoenix Suns           |
| 2008-09   | Dwight Howard^ (2)           | Orlando Magic          | Tim Duncan^ (12)                  | San Antonio Spurs      |
| 2008-09   | Kobe Bryant (9)              | Los Angeles Lakers     | Dwyane Wade (2)                   | Miami Heat             |
| 2008-09   | LeBron James ^               | Cleveland Cavaliers    | Rajon Rondo                       | Boston Celtics         |
| 2008-09   | Chris Paul (2)               | New Orleans Hornets    | Shane Battier (2)                 | Houston Rockets        |
| 2008-09   | Kevin Garnett (10)           | Boston Celtics         | Ron Artest (4)                    | Houston Rockets        |
| 2009-10   | Dwight Howard^ (3)           | Orlando Magic          | Tim Duncan (13)                   | San Antonio Spurs      |
| 2009-10   | Rajon Rondo^ (2)             | Boston Celtics         | Dwyane Wade (3)                   | Miami Heat             |
| 2009-10   | LeBron James^ (2)            | Cleveland Cavaliers    | Josh Smith                        | Atlanta Hawks          |
| 2009-10   | Kobe Bryant (10)             | Los Angeles Lakers     | Anderson Varejão                  | Cleveland Cavaliers    |
| 2009-10   | Gerald Wallace               | Charlotte Bobcats      | Thabo Sefolosha                   | Oklahoma City Thunder  |
| 2010-11   | Dwight Howard^ (4)           | Orlando Magic          | Tony Allen                        | Memphis Grizzlies      |
| 2010-11   | Rajon Rondo (3)              | Boston Celtics         | Chris Paul^ (3)                   | New Orleans Hornets    |
| 2010-11   | LeBron James^ (3)            | Miami Heat             | Tyson Chandler^                   | Dallas Mavericks       |
| 2010-11   | Kobe Bryant (11)             | Los Angeles Lakers     | Andre Iguodala^                   | Philadelphia 76ers     |
| 2010-11   | Kevin Garnett^ (11)          | Boston Celtics         | Joakim Noah                       | Chicago Bulls          |
| 2011-12   | LeBron James^ (4)            | Miami Heat             | Kevin Garnett (12)                | Boston Celtics         |
| 2011-12   | Serge Ibaka^                 | Oklahoma City Thunder  | Luol Deng                         | Chicago Bulls          |
| 2011-12   | Dwight Howard^ (5)           | Orlando Magic          | Tyson Chandler (2)                | New York Knicks        |
| 2011-12   | Chris Paul^ (4)              | Los Angeles Clippers   | Rajon Rondo (4)                   | Boston Celtics         |
| 2011-12   | Tony Allen (2)               | Memphis Grizzlies      | Kobe Bryant (12)                  | Los Angeles Lakers     |
| 2012-13   | LeBron James^ (5)            | Miami Heat             | Tim Duncan (14)                   | San Antonio Spurs      |
| 2012-13   | Serge Ibaka^ (2)             | Oklahoma City Thunder  | Paul George^                      | Indiana Pacers         |
| 2012-13   | Tyson Chandler (3) (tie)     | New York Knicks        | Marc Gasol^                       | Memphis Grizzlies      |
| 2012-13   | Joakim Noah (2) (tie)        | Chicago Bulls          | Avery Bradley^                    | Boston Celtics         |
| 2012-13   | Tony Allen (3)               | Memphis Grizzlies      | Mike Conley^                      | Memphis Grizzlies      |
| 2012-13   | Chris Paul^ (5)              | Los Angeles Clippers   | Mike Conley^                      | Memphis Grizzlies      |
| 2013-14   | Joakim Noah (3)              | Chicago Bulls          | LeBron James^ (6)                 | Miami Heat             |
| 2013-14   | Paul George^ (2)             | Indiana Pacers         | Patrick Beverley^                 | Houston Rockets        |
| 2013-14   | Chris Paul^ (6)              | Los Angeles Clippers   | Jimmy Butler^                     | Chicago Bulls          |
| 2013-14   | Serge Ibaka^ (3)             | Oklahoma City Thunder  | Kawhi Leonard^                    | San Antonio Spurs      |
| 2013-14   | Andre Iguodala^ (2)          | Golden State Warriors  | Roy Hibbert                       | Indiana Pacers         |
| 2014-15   | Kawhi Leonard^ (2)           | San Antonio Spurs      | Tim Duncan^ (15)                  | San Antonio Spurs      |
| 2014-15   | DeAndre Jordan^              | Los Angeles Clippers   | Andrew Bogut                      | Golden State Warriors  |
| 2014-15   | Draymond Green^              | Golden State Warriors  | Anthony Davis^                    | New Orleans Pelicans   |
| 2014-15   | Chris Paul^ (7)              | Los Angeles Clippers   | Jimmy Butler^ (2)                 | Chicago Bulls          |
| 2014-15   | Tony Allen (4)               | Memphis Grizzlies      | John Wall^                        | Washington Wizards     |
| 2015-16   | Kawhi Leonard^ (3)           | San Antonio Spurs      | Hassan Whiteside^                 | Miami Heat             |
| 2015-16   | DeAndre Jordan^ (2)          | Los Angeles Clippers   | Paul Millsap^                     | Atlanta Hawks          |
| 2015-16   | Chris Paul^ (8)              | Los Angeles Clippers   | Jimmy Butler^ (3)                 | Chicago Bulls          |
| 2015-16   | Avery Bradley^ (2)           | Boston Celtics         | Paul George^ (2)                  | Indiana Pacers         |
| 2015-16   | Draymond Green^ (2)          | Golden State Warriors  | Tony Allen (5)                    | Memphis Grizzlies      |
| 2016-17   | Draymond Green^ (3)          | Golden State Warriors  | Tony Allen (6)                    | Memphis Grizzlies      |
| 2016-17   | Rudy Gobert^                 | Utah Jazz              | Danny Green^                      | San Antonio Spurs      |
| 2016-17   | Kawhi Leonard^ (4)           | San Antonio Spurs      | Anthony Davis^ (2)                | New Orleans Pelicans   |
| 2016-17   | Chris Paul^ (9)              | Los Angeles Clippers   | André Roberson^                   | Oklahoma City Thunder  |
| 2016-17   | Patrick Beverley^ (2)        | Houston Rockets        | Giannis Antetokounmpo^            | Milwaukee Bucks        |
| 2017-18   | Rudy Gobert^ (2)             | Utah Jazz              | Joel Embiid^                      | Philadelphia 76ers     |
| 2017-18   | Anthony Davis^ (3)           | New Orleans Pelicans   | Draymond Green^ (4)               | Golden State Warriors  |
| 2017-18   | Victor Oladipo^              | Indiana Pacers         | Al Horford^                       | Boston Celtics         |
| 2017-18   | Jrue Holiday^                | New Orleans Pelicans   | Dejounte Murray^                  | San Antonio Spurs      |
| 2017-18   | Robert Covington^            | Philadelphia 76ers     | Jimmy Butler^ (4)                 | Minnesota Timberwolves |
| 2018-19   | Rudy Gobert^ (3)             | Utah Jazz              | Jrue Holiday^ (2)                 | New Orleans Pelicans   |
| 2018-19   | Paul George^ (4)             | Oklahoma City Thunder  | Klay Thompson^                    | Golden State Warriors  |
| 2018-19   | Giannis Antetokounmpo^ (2)   | Milwaukee Bucks        | Joel Embiid^ (2)                  | Philadelphia 76ers     |
| 2018-19   | Marcus Smart^                | Boston Celtics         | Draymond Green^ (5)               | Golden State Warriors  |
| 2018-19   | Eric Bledsoe^                | Milwaukee Bucks        | Kawhi Leonard^ (5)                | Toronto Raptors        |
| 2019-20   | Giannis Antetokounmpo^ (3)   | Milwaukee Bucks        | Kawhi Leonard^ (6)                | Los Angeles Clippers   |
| 2019-20   | Anthony Davis^ (4)           | Los Angeles Lakers     | Bam Adebayo^                      | Miami Heat             |
| 2019-20   | Rudy Gobert^ (4)             | Utah Jazz              | Brook Lopez^                      | Milwaukee Bucks        |
| 2019-20   | Marcus Smart^ (2)            | Boston Celtics         | Patrick Beverley^ (3)             | Los Angeles Clippers   |
| 2019-20   | Ben Simmons^                 | Philadelphia 76ers     | Eric Bledsoe^ (2)                 | Milwaukee Bucks        |
| 2020-21   | Rudy Gobert^ (5)             | Utah Jazz              | Kawhi Leonard^ (7)                | Los Angeles Clippers   |
| 2020-21   | Draymond Green^ (6)          | Golden State Warriors  | Bam Adebayo^ (2)                  | Miami Heat             |
| 2020-21   | Giannis Antetokounmpo^ (4)   | Milwaukee Bucks        | Joel Embiid^ (3)                  | Philadelphia 76ers     |
| 2020-21   | Jrue Holiday^ (3)            | Milwaukee Bucks        | Jimmy Butler^ (5)                 | Miami Heat             |
| 2020-21   | Ben Simmons^ (2)             | Philadelphia 76ers     | Matisse Thybulle^                 | Philadelphia 76ers     |
| 2021-22   | Marcus Smart^ (3)            | Boston Celtics         | Bam Adebayo^ (2)                  | Miami Heat             |
| 2021-22   | Mikal Bridges^               | Phoenix Suns           | Jrue Holiday^ (4)                 | Milwaukee Bucks        |
| 2021-22   | Rudy Gobert^ (6)             | Utah Jazz              | Matisse Thybulle^ (2)             | Philadelphia 76ers     |
| 2021-22   | Giannis Antetokounmpo^ (5)   | Milwaukee Bucks        | Robert Williams III^              | Boston Celtics         |
| 2021-22   | Jaren Jackson Jr.^           | Memphis Grizzlies      | Draymond Green^ (7)               | Golden State Warriors  |
| 2022-23   | Jaren Jackson Jr.^ (2)       | Memphis Grizzlies      | Bam Adebayo^ (3)                  | Miami Heat             |
| 2022-23   | Evan Mobley^                 | Cleveland Cavaliers    | Derrick White^                    | Boston Celtics         |
| 2022-23   | Brook Lopez^ (2)             | Milwaukee Bucks        | OG Anunoby^                       | Toronto Raptors        |
| 2022-23   | Alex Caruso^                 | Chicago Bulls          | Dillon Brooks^                    | Memphis Grizzlies      |
| 2022-23   | Jrue Holiday^ (5)            | Milwaukee Bucks        | Draymond Green^ (8)               | Golden State Warriors  |
| 2023-24   | Rudy Gobert^ (7)             | Minnesota Timberwolves | Alex Caruso^ (2)                  | Chicago Bulls          |
| 2023-24   | Anthony Davis^ (5)           | Los Angeles Lakers     | Jrue Holiday^ (6)                 | Boston Celtics         |
| 2023-24   | Bam Adebayo^ (4)             | Miami Heat             | Jaden McDaniels^                  | Minnesota Timberwolves |
| 2023-24   | Herb Jones^                  | New Orleans Pelicans   | Jalen Suggs^                      | Orlando Magic          |
| 2023-24   | Victor Wembanyama^           | San Antonio Spurs      | Derrick White^ (2)                | Boston Celtics         |
| 2024-25   | Draymond Green^ (9)          | Golden State Warriors  | Toumani Camara^                   | Portland Trail Blazers |
| 2024-25   | Amen Thompson^               | Houston Rockets        | Jaren Jackson Jr.^ (3)            | Memphis Grizzlies      |
| 2024-25   | Evan Mobley^ (2)             | Miami Heat             | Jalen Williams^                   | Oklahoma City Thunder  |
| 2024-25   | Dyson Daniels^               | Atlanta Hawks          | Rudy Gobert^ (8)                  | Minnesota Timberwolves |
| 2024-25   | Luguentz Dort^               | Oklahoma City Thunder  | Ivica Zubac^                      | Los Angeles Clippers   |

## Mais selecionados
A  tabela a seguir mostra os jogadores que mais vezes foram selecionados ao Primeiro Time.
| ^ | Denota um jogador ativo atualmente |

| #  | Jogador                | Primeiro Time | Segundo Time | Total | Jogador Defensivo do Ano |
| -- | ---------------------- | ------------- | ------------ | ----- | ------------------------ |
| 1  | Kevin Garnett          | 9             | 3            | 12    | 1                        |
| 2  | Kobe Bryant            | 9             | 3            | 12    | 0                        |
| 3  | Michael Jordan         | 9             | 0            | 9     | 1                        |
| 4  | Gary Payton            | 9             | 0            | 9     | 1                        |
| 5  | Tim Duncan             | 8             | 7            | 15    | 0                        |
| 6  | Scottie Pippen         | 8             | 2            | 10    | 0                        |
| 7  | Bobby Jones            | 8             | 1            | 9     | 0                        |
| 8  | Rudy Gobert^           | 7             | 1            | 8     | 4                        |
| 9  | Dennis Rodman          | 7             | 1            | 8     | 2                        |
| 10 | Walt Frazier           | 7             | 0            | 7     | 0                        |
| 11 | Dennis Johnson         | 6             | 3            | 9     | 0                        |
| 12 | Chris Paul^            | 6             | 2            | 8     | 0                        |
| 13 | Dave DeBusschere       | 6             | 0            | 6     | 0                        |
| 14 | Kareem Abdul-Jabbar    | 5             | 6            | 11    | 0                        |
| 15 | Hakeem Olajuwon        | 5             | 4            | 9     | 2                        |
| 16 | Draymond Green^        | 5             | 4            | 9     | 1                        |
| 17 | Michael Cooper         | 5             | 3            | 8     | 1                        |
| 18 | Bruce Bowen            | 5             | 3            | 8     | 0                        |
| 19 | John Havlicek          | 5             | 3            | 8     | 0                        |
| 20 | Ben Wallace            | 5             | 1            | 6     | 4                        |
| 21 | LeBron James^          | 5             | 1            | 6     | 0                        |
| 22 | Giannis Antetokounmpo^ | 4             | 1            | 5     | 1                        |
| 23 | Jason Kidd             | 4             | 5            | 9     | 0                        |
| 24 | David Robinson         | 4             | 4            | 8     | 1                        |
| 25 | Jerry Sloan            | 4             | 2            | 6     | 0                        |
| 26 | Sidney Moncrief        | 4             | 1            | 5     | 2                        |
| 27 | Dwight Howard          | 4             | 1            | 5     | 3                        |
| 28 | Maurice Cheeks         | 4             | 1            | 5     | 0                        |
| 29 | Joe Dumars             | 4             | 1            | 5     | 0                        |
| 30 | Jerry West             | 4             | 1            | 5     | 0                        |
| 31 | Don Buse               | 4             | 0            | 4     | 0                        |
| 32 | Jrue Holiday^          | 3             | 3            | 6     | 0                        |
| 33 | Anthony Davis^         | 3             | 2            | 5     | 0                        |